# Bâlines
Bâlines ist eine französische Gemeinde mit 545 Einwohnern (Stand: 1. Januar 2022) im Département Eure in der Region Normandie; sie gehört zum Arrondissement Bernay und zum Kanton Verneuil d’Avre et d’Iton. Die Einwohner werden Bâlinois genannt.

## Geographie
Bâlines liegt etwa 39 Kilometer südwestlich von Évreux. Umgeben wird Bâlines von den Nachbargemeinden Piseux im Norden, Courteilles im Osten und Südosten sowie Verneuil d’Avre et d’Iton im Süden und Westen.
Durch die Gemeinde führt die Route nationale 12. 

## Bevölkerungsentwicklung
| Jahr                      | 1962 | 1968 | 1975 | 1982 | 1990 | 1999 | 2006 | 2013 |
| Einwohner                 | 190  | 264  | 380  | 426  | 421  | 407  | 423  | 523  |
| Quelle: Cassini und INSEE |      |      |      |      |      |      |      |      |

## Sehenswürdigkeiten
- Kirche Notre-Dame